# Marsupella funckii
Marsupella funckii là một loài rêu tản trong họ Gymnomitriaceae. Loài này được (F. Weber & D. Mohr) Dumort. miêu tả khoa học lần đầu tiên năm 1835.